# 馬登雲
馬登雲（1906年—1944年8月）。青海省民和縣古鄯鎮人。他為抗日戰爭期間陣亡的中國軍方高級將領之一。

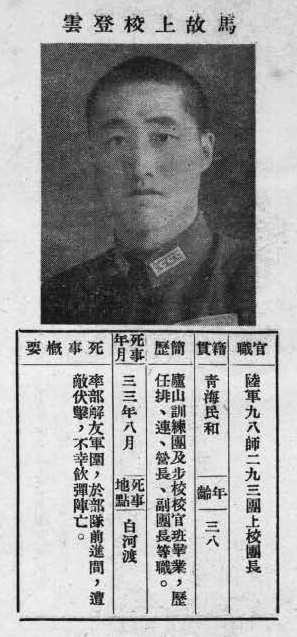
《抗戰軍人忠烈錄》（第一輯）中的馬登雲烈士遺像

## 生平[1]
廬山訓練團及步校校官班畢業，陸軍98師293團上校團長。民國33年8月在白河渡壯烈成仁，時年38。